# 奈賀野鉱山
奈賀野鉱山（ながのこうざん）は、広島県神石郡永渡村（現：神石高原町永野）にあった銅山である。二子山の東方金山組（かなやまぐみ）に存在した。

## 概要
神石高原町の神石地区には3つの鉱山があり、奈賀野鉱山はそのうちの最も大きな鉱山であった。採鉱の歴史は古く、中津藩領時代の「神石郡誌」にも記載があるので18世紀初頭以前と考えられている。近くの西南方高光との境界近くにも杉谷鉱山と呼ばれる鉱山が存在し、相渡(あいど)の土谷(とちだに)鉱山と共に石州大森銀山奉行の支配下で操業していた。寛永年間（1630年代）には銅・銀・鉛などを産出し、中でも銅の産出が多かったとされる。1914年（大正3年） - 1919年（大正8年）にかけて大規模な採掘が行われ、従業員100名、坑道長は300m程の規模となった。38万トンの鉱石が産出され、永渡村永野北端の犬瀬に設置した精錬所で処理され粗銅としていたが、銅価格の暴落によって閉山し、その後帝釈川ダムの建設によって水没した。1940年（昭和15年） - 1947年（昭和22年）軍需物資の逼迫により再稼動し、大型機械が導入され従業員50人で1.1kmの坑道を掘った。閉山後、探抗や斜抗、縦抗、作業場跡、事務所が残されているが、保存状態は良好ではなく観光化もされていない。